# Sävars distrikt
Sävars distrikt är ett distrikt i Umeå kommun och Västerbottens län. Distriktet ligger omkring Sävar i södra Västerbotten.

## Tidigare administrativ tillhörighet
Distriktet inrättades 2016 och utgörs av Sävars socken i Umeå kommun.
Området motsvarar den omfattning Sävars församling hade 1999/2000.

## Tätorter och småorter
I Sävars distrikt finns fyra tätorter och fem småorter.

### Tätorter
- Botsmark
- Bullmark
- Sävar
- Täfteå

### Småorter
- Bodbyn
- Gravmark
- Pålböle
- Verkholmen
- Ytterboda